# Maigret et le Corps sans tête (téléfilm)
Pour plus de détails, voir Fiche technique et Distribution.
Maigret et le Corps sans tête est un téléfilm français réalisé par Marcel Cravenne, qui fait partie de la série Les Enquêtes du commissaire Maigret, d'après le roman éponyme de Georges Simenon, publié en 1955. 
Ce téléfilm a été diffusé pour la première sur une chaine de l'ORTF le 8 mars 1974.

## Synopsis
Des mariniers en station à une écluse du canal Saint-Martin remontent le bras d'un homme. Les policiers finissent par retrouver les morceaux d'un corps dépecé dont il manque la tête. Le commissaire Maigret décide de prendre l'enquète et fait, de façon fortuite (un problème de téléphone) la connaissance de la patronne d'un bistrot du quartier laquelle, curieusement, n'a pas top de l'air de se soucier de l'absence prolongée de son mari, parti acheter du vin chez des viticulteurs du côté de Poitiers. Petit à petit Maigret va comprendre les raisons de l'attitude cette femme, aristocrate rejettée par sa famille et qui s'est enfuie avec un valet, dénommé Omer Callas pour ensuite faire un mariage très décevant avec un homme qui s'avère alccoolique et brutal. Il n'existait qu'une seule solution pour en finir grâce à l'aide de  certains de Ses amants rencontrés parmi sa  clientèle,.

## Fiche technique
- Titre : Maigret et le Corps sans tête
- Réalisation : Marcel Cravenne
- Adaptation : Claude Barma et Jacques Rémy
- Dialogues : Jacques Rémy et Claude Barma
- Musique : Raymond Bernard
- Costumes : Jean-Christophe Abril
- Photographie : Albert Schimel

## Distribution
- Jean Richard : Commissaire Maigret
- Suzanne Flon :  Aline Calas
- Jean-François Devaux : Inspecteur Janvier
- Jean Mourat : Dieudonné Pape
- Pierre Guéant : Antoine Cristin

## Tournage

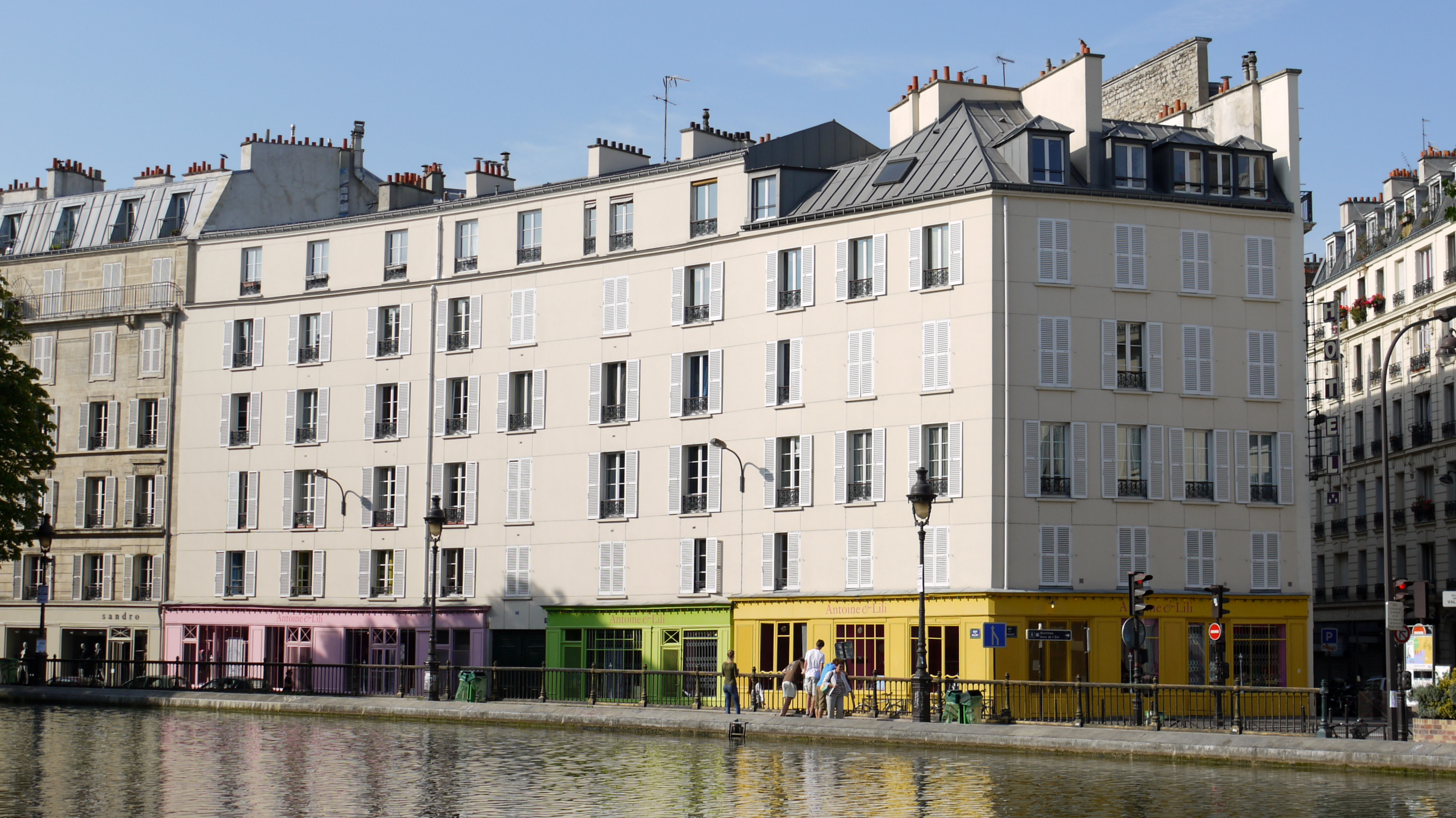
Lieu de tournage (café d'Omer Callas)

Le film se déroule en grande partie dans le secteur du canal Saint-Martin à Paris dont on découvre, dés la première minute, le bassin et l'écluse des Recollets (lieu de découverte du bras) ainsi que le quai de Valmy. La scène finale est tournée devant le palais de justice de Paris.